# Camponotus butteli
Camponotus butteli är en myrart som beskrevs av Auguste-Henri Forel 1905. Camponotus butteli ingår i släktet hästmyror, och familjen myror. Inga underarter finns listade.

## Bildgalleri

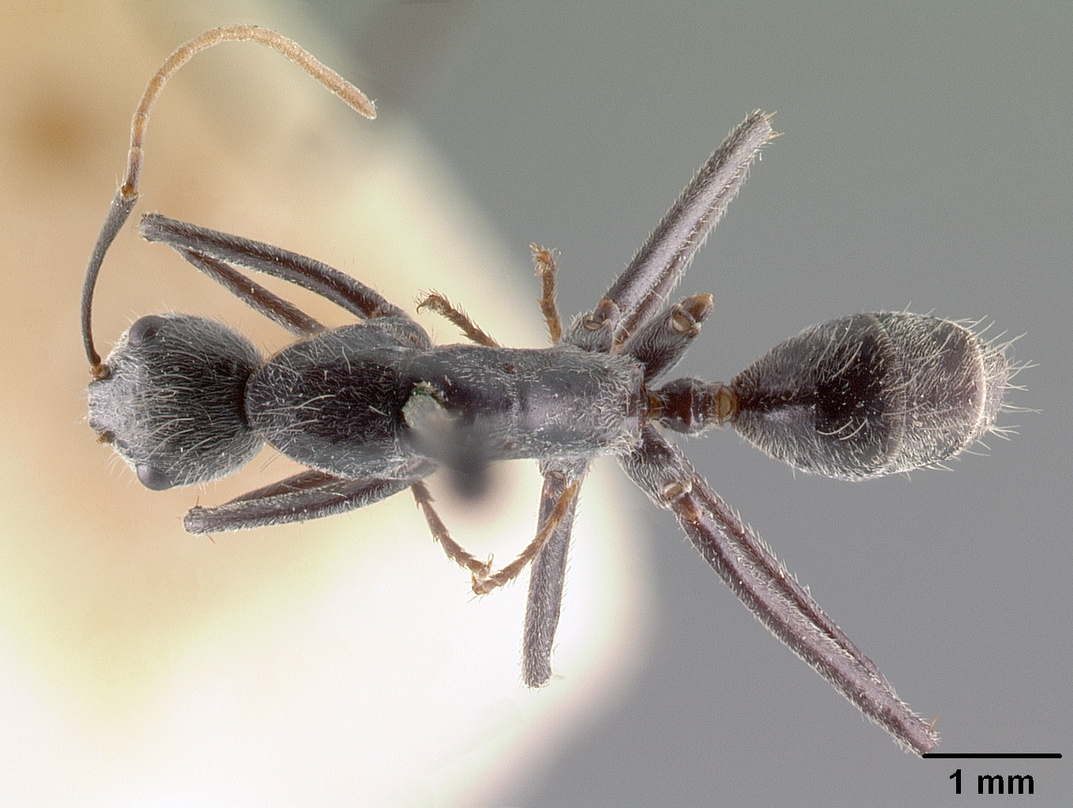
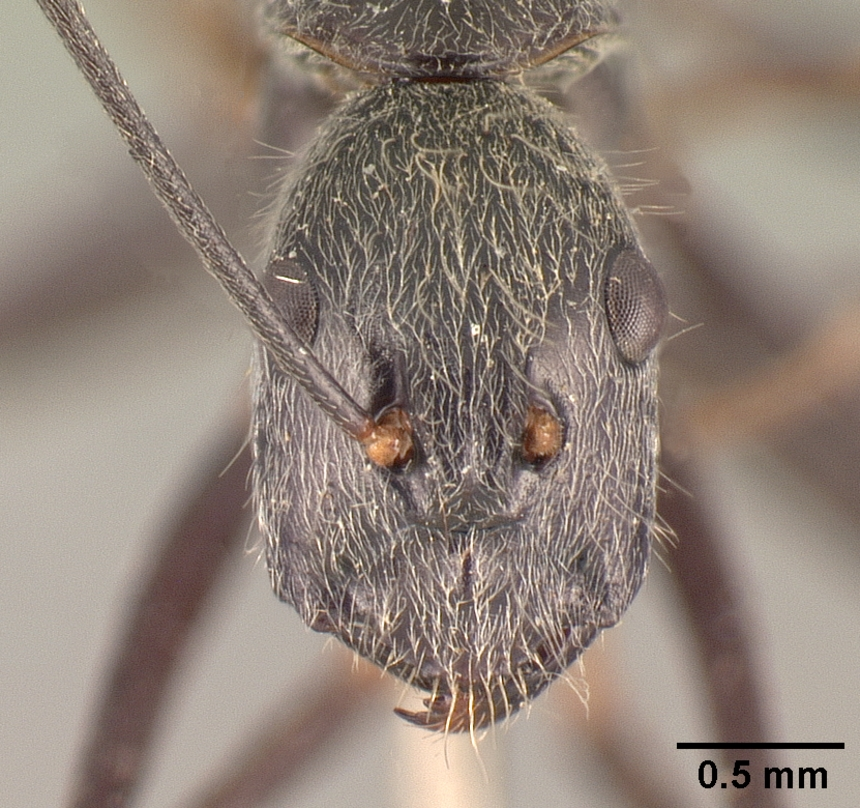
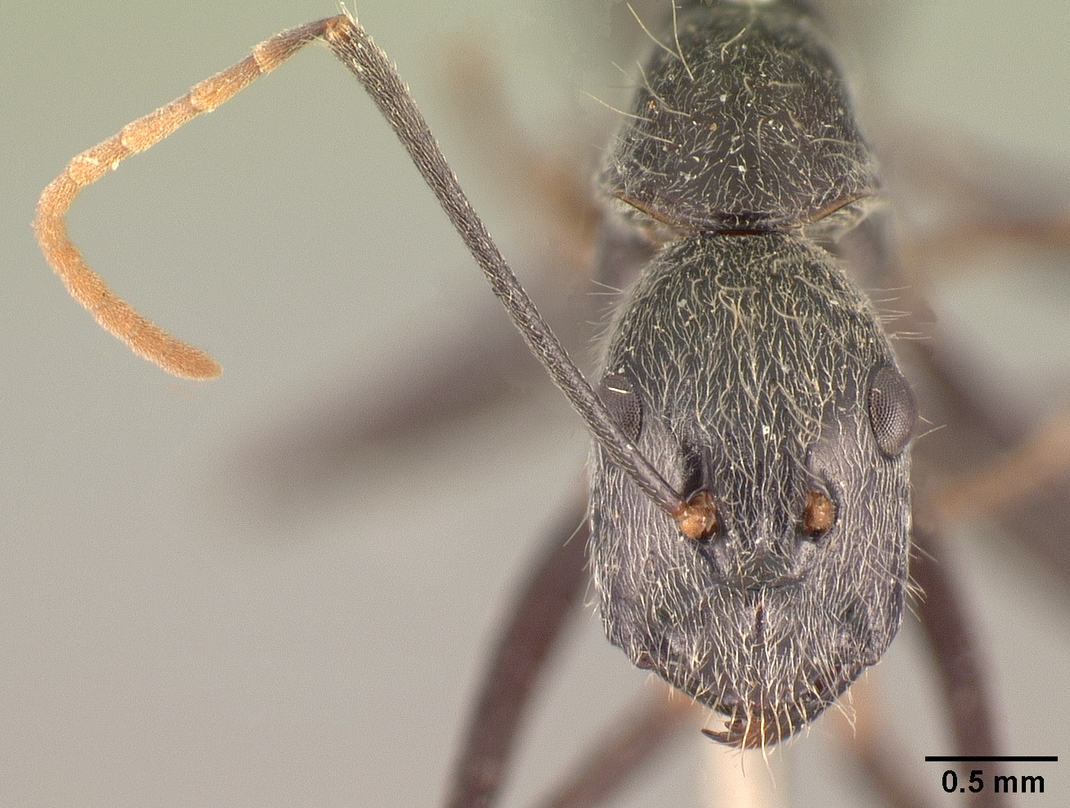
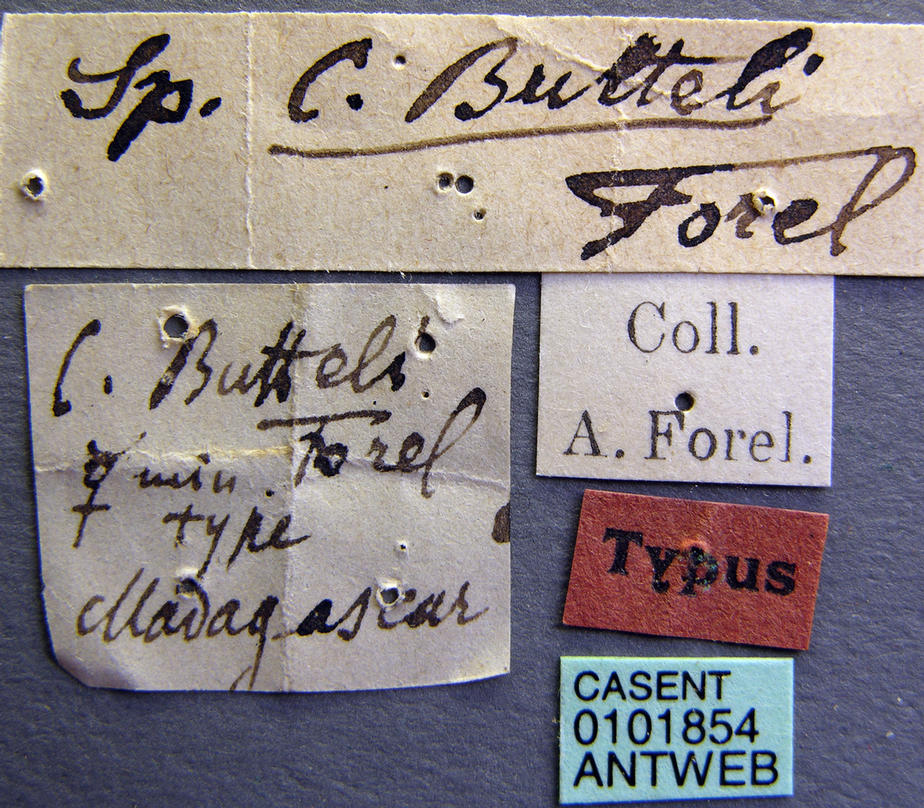
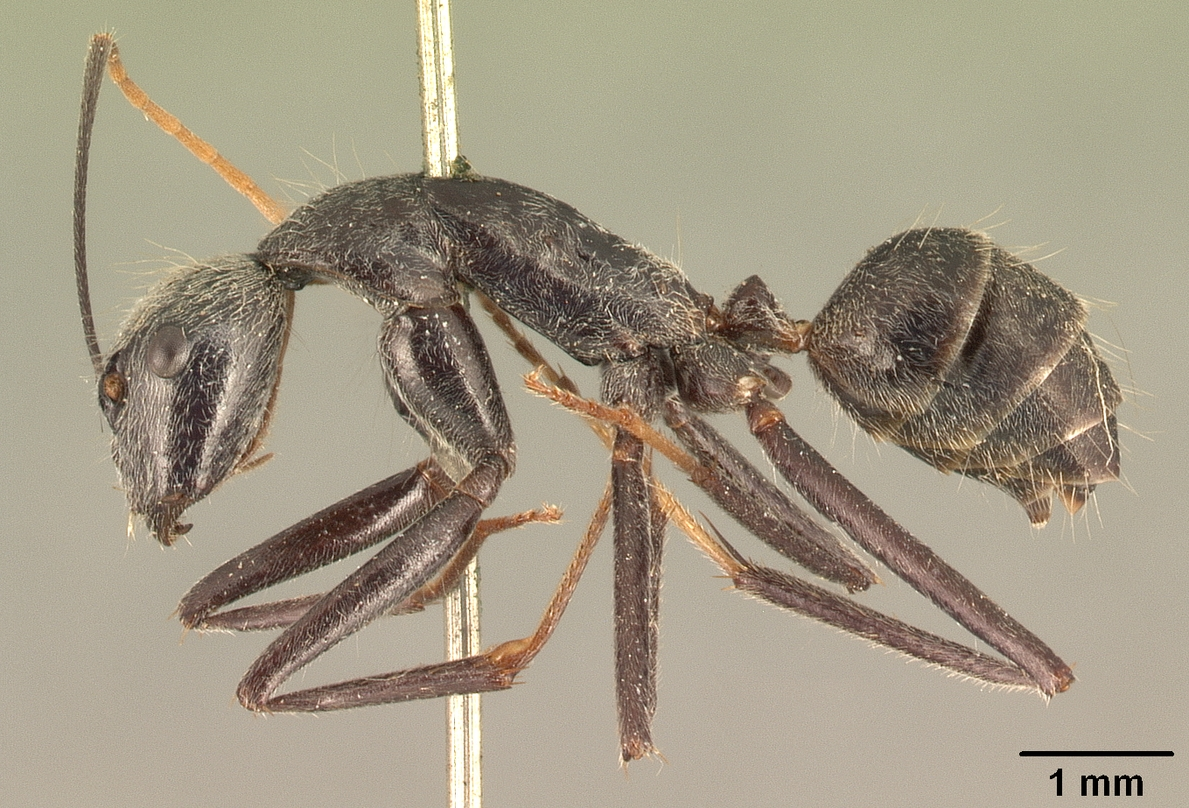